# Ruth Shany
Ruth Shany oder auch Shani (* 9. November 1923 als Ruth Nussbaum in Berlin) ist eine israelische Künstlerin, die durch ihre Chinesische Malerei auf Seide bekannt wurde.

## Leben
Ruth wurde als Tochter jüdischer Eltern in Deutschland geboren und emigrierte 1939 mit ihren Eltern nach Shanghai, wo sie 10 Jahre lebte. Während dieser Zeit studierte sie Chinesische Malerei auf Seide bei dem japanischen Kunstprofessor Taishi Nishio. 1949 kam sie mit ihrem ersten Mann Eric auf der Conte Biancamano nach Israel. Nur kurz nach der Ankunft ließ sich das Paar scheiden. Shany lebte in einer kleinen Pension und arbeitete in verschiedenen Berufen.
Im Jahr 1951 heiratete Ruth einen Offizier und bekam eine Tochter. Nach seiner Entlassung aus der Armee arbeitete Shanys Mann als Farmer in Nazareth. Doch auch diese Ehe hielt nicht lange. Das Paar trennte sich und Ruth zog mit ihrem Sohn in den Tel Aviver Stadtteil Tzahala. Ruth fand Arbeit in einem Bücherladen, arbeitete später in einem Hotel.
1965 heiratete Ruth den Diplomaten Itzhak Shany und begleitete den Botschafter nach Nicaragua und Costa Rica. Als Botschaftergattin konnte sich Ruth Shany endlich wieder Seidenstoffe und Farben leisten und malte wieder vermehrt. Nach den Stationen in Südamerika lebte das Paar fünf Jahre in Paris und anschließend ein Jahr in Genf. In Safed eröffnete Ruth Shany dann eine Galerie und arbeitete hier in einem eigenen Atelier. Seit 2007 lebte sie in Ramat Hasharon.
Ruth Shani war Mitglied der Israel Painters and Sculptors Association. Sie hat an zahlreichen Gruppenausstellungen teilgenommen und Einzelausstellungen in der ganzen Welt gegeben.
Mit ihrem ersten Mann Eric hat Shany einen Sohn, den Filmemacher Daniel Wachsmann. Mit ihrem zweiten Mann hat Ruth Shany die Tochter Lana Laor.